# Ayerou
Ayerou è un comune rurale del Niger facente parte del dipartimento di Tillabéri nella regione omonima.